# Брежу-ди-Арея

Брежу-ди-Арея на карте штата.

Брежу-ди-Арея (порт. Brejo de Areia) — муниципалитет в Бразилии, входит в штат Мараньян. Составная часть мезорегиона Запад штата Мараньян. Входит в экономико-статистический микрорегион Пиндаре. Население составляет 5577 человек на 2010 год. Занимает площадь 986,036 км². Плотность населения — 5,66 чел./км².
Праздник города — 10 ноября.

## Демография
Согласно сведениям, собранным в ходе переписи 2010 г. Национальным институтом географии и статистики (IBGE), население муниципалитета составляет:
| Полное население                               | Полное население                               | Полное население                               | Полное население                               | 5577  |
| ---------------------------------------------- | ---------------------------------------------- | ---------------------------------------------- | ---------------------------------------------- | ----- |
| в том числе:                                   | Городское население                            | 2853                                           | Процент городского населения, %                | 51,16 |
|                                                | Сельское население                             | 2724                                           | Процент сельского населения, %                 | 48,84 |
|                                                | Мужское население                              | 2867                                           | Процент мужского населения, %                  | 51,41 |
|                                                | Женское население                              | 2710                                           | Процент женского населения, %                  | 48,59 |
| Плотность населения, чел/км²                   | Плотность населения, чел/км²                   | Плотность населения, чел/км²                   | Плотность населения, чел/км²                   | 5,66  |
| Население муниципалитета в % к населению штата | Население муниципалитета в % к населению штата | Население муниципалитета в % к населению штата | Население муниципалитета в % к населению штата | 0,08  |

По данным оценки 2016 года, население муниципалитета составляет 9166 жителей.

## История
Город основан в 1997 году.

## Статистика
- Валовой внутренний продукт на 2003 год составляет 16 218 547,00 реалов (данные: Бразильский институт географии и статистики).
- Валовой внутренний продукт на душу населения на 2003 год составляет 1844,69 реала (данные: Бразильский институт географии и статистики).
- Индекс развития человеческого потенциала на 2000 год составляет 0,501 (данные: Программа развития ООН).